# Аш, Соломон
Соломо́н Э́лиот Аш (англ. Solomon Eliot Asch, 14 сентября 1907, Варшава, Царство Польское, Российская империя — 20 февраля 1996, США) — польский и американский психолог и преподаватель, автор знаменитых экспериментов, посвящённых конформности.

## Биография
Он родился в Варшаве и эмигрировал в США в 1920 году, где получил степень бакалавра в 1928 году в Городском колледже Нью-Йорка, магистерскую и докторскую — в Колумбийском университете под руководством основоположника гештальтпсихологии Макса Вертгеймера. Большую часть преподавательской карьеры провёл в Суортмор-колледже в одном коллективе с Вольфгангом Кёлером.
Аш познакомился с Флоренс Миллер в библиотеке на Восточном Бродвее в нижнем Ист-Сайде в Нью-Йорке. Он женился на ней в 1930 году. Сообщалось, что их отношения были «легкими, добродушными». Аш был женат на Флоренс всю свою жизнь. У них был первый и единственный сын, Питер.
В 1943 году Аш сменяет Макса Вертгеймера на посту заведующего кафедрой психологии в Новой школе социальных исследований.
Сотрудничал с Г. Уиткином при разработке теории когнитивных стилей.
14 мая 1951 года в сборнике Гарольда Гюцкова «Группы, лидерство и люди» появилась глава, написанная Соломоном Ашем «Воздействие группового давления на изменения и искажения суждений». В этом классическом эксперименте в комнату приглашалось восемь испытуемых, которым предъявлялось три отрезка для сравнения с эталонным (так, что идентичность одного из них была вполне очевидной). На самом деле семеро испытуемых были «сообщниками» экспериментатора и давали одинаковый неверный ответ. В результате эксперимента было обнаружено, что 75 процентов «наивных испытуемых» хотя бы в одной серии эксперимента повторяли заведомо неверные ответы, которые перед ними высказали остальные члены группы, а 25 процентов систематически отказывались следовать групповому «безумию».
Среди учеников Аша наиболее известен Стэнли Милгрэм, который под его руководством в Гарвардском университете защитил докторскую диссертацию.

## Награды
- 1941 — Стипендия Гуггенхайма (также в 1943)[6]
- 1967 — Награда Американской психологической ассоциации за значительный научный вклад в психологию[англ.]
- 1989 — Стипендия Уильяма Джеймса[англ.]